# Cala del Racó de les Dones
La cala del Racó de les Dones és l'extrem meridional de la platja de Torre Valentina, del municipi de Calonge i Sant Antoni (Baix Empordà). Està separada per un escull, la punta de Torre Valentina, de la cala del Racó dels Homes. En aquesta punta, camuflat per la vegetació, hi ha el búnquer de la Torre Valentina, construït durant la Guerra Civil espanyola. Aquesta cala és la transició entre la gran platja de sorra de la badia de Palamós i el tram de penya-segats que arriba fins a Platja d'Aro.
El nom de la cala prové del fet que durant molts anys el batlle va prohibir que persones dels dos sexes es banyessin juntes. L'escull que hi ha entre les dues cales permetia complir el precepte sense que els homes i les dones s'haguessin d'allunyar gaire els uns dels altres.